# Une enfance allemande : Île d'Amrum, 1945
Cet article concerne le film. Pour l'île allemande de la mer du Nord, voir Amrum.
Pour plus de détails, voir Fiche technique et Distribution.
Une enfance allemande : Île d'Amrum, 1945 (Amrum) est un film dramatique allemand sur l'adolescence réalisé par Fatih Akin, sorti en 2025. Le film au récit initiatique du réalisateur germano-turc se déroule au printemps 1945, dans les derniers jours de la Seconde Guerre mondiale, sur l'île allemande d'Amrum, en mer du Nord, qui donne son titre au film. 
Le film est présenté en avant-première au Festival de Cannes 2025 dans la section Cannes Première. La sortie en Allemagne est prévue pour fin septembre 2025.

## Synopsis
Début 1945, dans les derniers jours de la Seconde Guerre mondiale, dans un petit village de l'île d'Amrum, dans le nord rural de l'Allemagne. Un garçon de 12 ans, Nanning, part à la chasse au phoque, pêche la nuit et travaille dans les champs pour aider sa mère à nourrir sa famille.

## Fiche technique
- Titre original : Amrum[2]
- Titre français : Une enfance allemande : Île d'Amrum, 1945[3]
- Réalisation : Fatih Akin
- Scénario : Fatih Akin, Hark Bohm
- Photographie : Karl Walter Lindenlaub
- Décors : Seth Turner
- Production : Lara Förtsch, Benedikt Maurer, Valerie Stangl, Mira Fellner
- Sociétés de production : Bombero International GmbH & Co KG i.G. (Hambourg), Warner Bros. Filmproduktion GmbH (Hambourg), Rialto Film GmbH (Berlin)
- Format : couleurs
- Pays de production :  Allemagne
- Langue originale : allemand
- Genre : film dramatique initiatique, film sur l'adolescence
- Durée : 93 minutes
- Dates de sortie : Dates sujettes à modification
  - France : mai 2025 (Festival de Cannes 2025) ; 24 décembre 2025 (sortie nationale)
  - Allemagne : 23 septembre 2025[2]

## Distribution
- Jasper Billerbeck : Nanning
- Kian Köppke : Hermann
- Laura Tonke : Hille Hagener
- Diane Kruger : Tessa Bendixen
- Matthias Schweighöfer
- Detlev Buck
- Lisa Hagmeister : Ena
- Hark Bohm
- Steffen Wink : Wilhelm
- Lars Jessen

## Production
Le film est réalisé par Fatih Akin, qui coécrit également le scénario avec Hark Bohm, d'après les souvenirs d'enfance de ce dernier,. Originaire de Hambourg, il est professeur émérite de cinéma à l'Institut de théâtre, de théâtre musical et de cinéma de l'université locale. Bohm avait initialement prévu de réaliser le film lui-même avant de passer les rênes à Akin.
Laura Tonke interprète Hille Hagener et le nouveau venu Jasper Billerbeck son fils de 12 ans, Nanning,. Lisa Hagmeister incarne la sœur de Hille et de la tante de Nanning, Ena. Diane Kruger interprète Tessa Bendixen. Matthias Schweighöfer, Detlev Buck et Kian Köppke jouent d'autres rôles. La distribution des rôles est attribuée par Monique Akin, l'épouse du réalisateur, et Jacqueline Rietz.
Le film a reçu une aide à la production d'environ un million d'euros du Deutscher Filmförderfonds, de 520 000 euros de la Filmförderungsanstalt, de 350 000 euros du Medienboard Berlin-Brandenburg, de 200 000 euros de la Medien- und Filmgesellschaft Baden-Württemberg et de 800 000 euros de la MOIN Filmförderung Hamburg Schleswig-Holstein,,,.
Le tournage a eu lieu à Hambourg, sur l'île d'Amrum et au Danemark et s'est achevé fin juin 2024,. Le chef opérateur était Karl Walter Lindenlaub. Le décor est conçu par Seth Turner. Les costumes sont dessinés par Birgit Missal.

## Distinctions

### Sélections
- Festival de Cannes 2025 : sélection officielle, Cannes Première